# عمر هانی
عمر هانی (عربی: عمر هاني اسماعيل الزبدية؛ زادهٔ ۲۷ ژوئن ۱۹۹۹) بازیکن فوتبال اهل اردن است.
از باشگاه‌هایی که در آن بازی کرده‌است می‌توان به باشگاه فوتبال آپوئل اشاره کرد.
وی همچنین در تیم‌های ملی فوتبال زیر ۲۳ سال اردن و اردن بازی کرده‌است.